# NGC 6242
NGC 6242 ist die Bezeichnung eines offenen Sternhaufens im Sternbild Skorpion. NGC 6242 hat einen Durchmesser von 9′ und eine scheinbare Helligkeit von 6,4 mag. Das Objekt wurde im Jahre 1751 von Nicolas Lacaille entdeckt.